# Закон України «Про авторське право і суміжні права» (1993)
Закон України «Про авторське право і суміжні права» — український закон, який охороняє:
- авторське право — особисті немайнові права і майнові права авторів та їх правонаступників, пов'язані із створенням та використанням творів науки, літератури і мистецтва
- суміжні права — права виконавців, виробників фонограм і відеограм та організацій мовлення.

## Ухвалення
Закон ухвалений 23 грудня 1993 року і зареєстрований за № 3792-XII.
Втратив чинність у зв'язку з ухваленням Закону 2022 року.